# Actia cornuta
Actia cornuta är en tvåvingeart som beskrevs av Aldrich 1934. Actia cornuta ingår i släktet Actia och familjen parasitflugor. Inga underarter finns listade i Catalogue of Life.